# 瓢蟲屬
瓢蟲屬（Coccinella）是最著名的瓢蟲。瓢蟲屬大部份物種的鞘翅都是呈紅色或橙色，有黑色斑點或斑汶。牠們分佈在整個北半球，只有11種原住在北美洲，大部份在歐亞大陸。
瓢蟲屬的學名是由拉丁文而來，意思是「腓紅色」。
瓢蟲屬成蟲及幼蟲獵食不同的蚜蟲，而一些物種，如七星瓢蟲，是作為生物防治之用。

## 外部連結
- 七星瓢蟲的相片 （页面存档备份，存于）